# 三柴元
三柴 元（みしば げん、1944年5月16日 - 2011年11月2日）は、日本の実業家。ラック創業者。同社初代代表取締役社長。初代ラックホールディングス代表取締役社長。

## 人物・来歴
1969年東北大学工学部卒業、丸善石油入社。1980年日本コンピューター・サービスセンター入社。1986年ラック設立、同社代表取締役社長就任。1995年からコンピュータセキュリティ事業を始め、2002年ジャスダックに公開。翌2003年ラック代表取締役会長に就任。2007年にはエー・アンド・アイシステムと経営統合し、ラックホールディングスを設立し、代表取締役社長に就任した。2011年胃がんのため死去。増上寺大殿で社葬が執り行われた。